# Бекан
Бекан (ісп. Becán);— археологічна пам'ятка цивілізації мая в Мексиці.

## Розташування

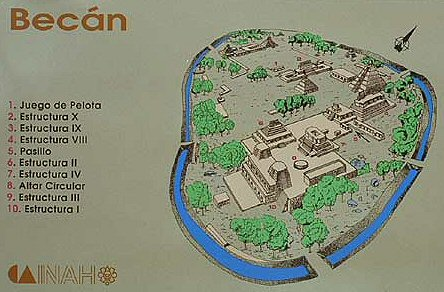
Мапа при вході на територію Бекану, худ. Девід Ф. Поттер

Розташована в центральній частині півострова Юкатан, на території мексиканського штату Кампече, за 8 км на захід від міста Шпухіль, і за 159 км на північ від міста Тікаля.
Поблизу лежать руїни таких відомих міст мая, як Баламку, Калакмул, Чиканна. Бекан відомий своєю системою захисту — ровом, приблизно 5 м завглибшки та 10 м завширшки, проритим уздовж фортеці, що повністю оточує місто.

## Назва
Назву Becan пам'ятці дали археологи Карл Рупперт та Джон Денісон у 1934 році під час експедиції в Бекан під егідою Інституту Карнегі у Вашингтоні. Юкатекською Becan означає «рів (або каньйон), утворений водою», назва пов'язана з тим, що Бекан оточує штучний рів.

## Історія

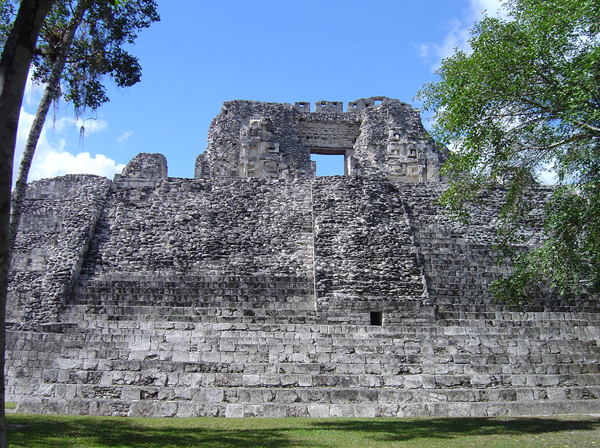

Згідно з археологічними відомостями, Бекан був заселений у середині докласичного періоду близько 550 р. до н. е. і за кілька століть по тому, наприкінці докласичного періоду, він виріс і став великим церемоніальним центром. Населення стало скорочуватися до його повного зникнення близько 1450 року, а масштаб споруд — зменшуватися на початку класичної епохи (близько 250 р. н. е.), хоча в цей час Бекан все ще залишався важливим центром, і в ньому виявлені предмети з Теотіуакана.
У цей час навколо міста було споруджено систему ровів і валів. Площа рову, що оточував місто, становить близько 25 гектарів.
Близько 500 року населення знову різко зросло, було споруджено багато нових великих будинків, в основному в стилі Ріо-Бек. У часи розквіту (600—900 роки), Бекан був панівним центром області Ріо-Бек. Близько 830 р. спорудження великих будівель і елітних споруд зупинилося. Хоча кераміка свідчить про те, що місто ще було населеним якийсь час, однак населення поступово зменшувалось, і остаточно Бекан покинули близько 1450 року.
У ході розкопок на території Бекану було знайдено безліч артефактів цивілізації мая: зброю, предмети побуту, прикраси.

## Галерея

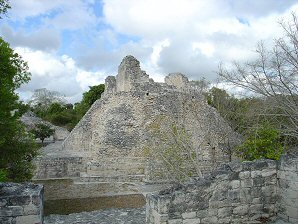
Споруда IV. Палац.
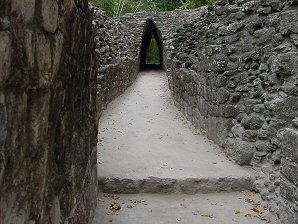
Вигляд внутрішнього рову.
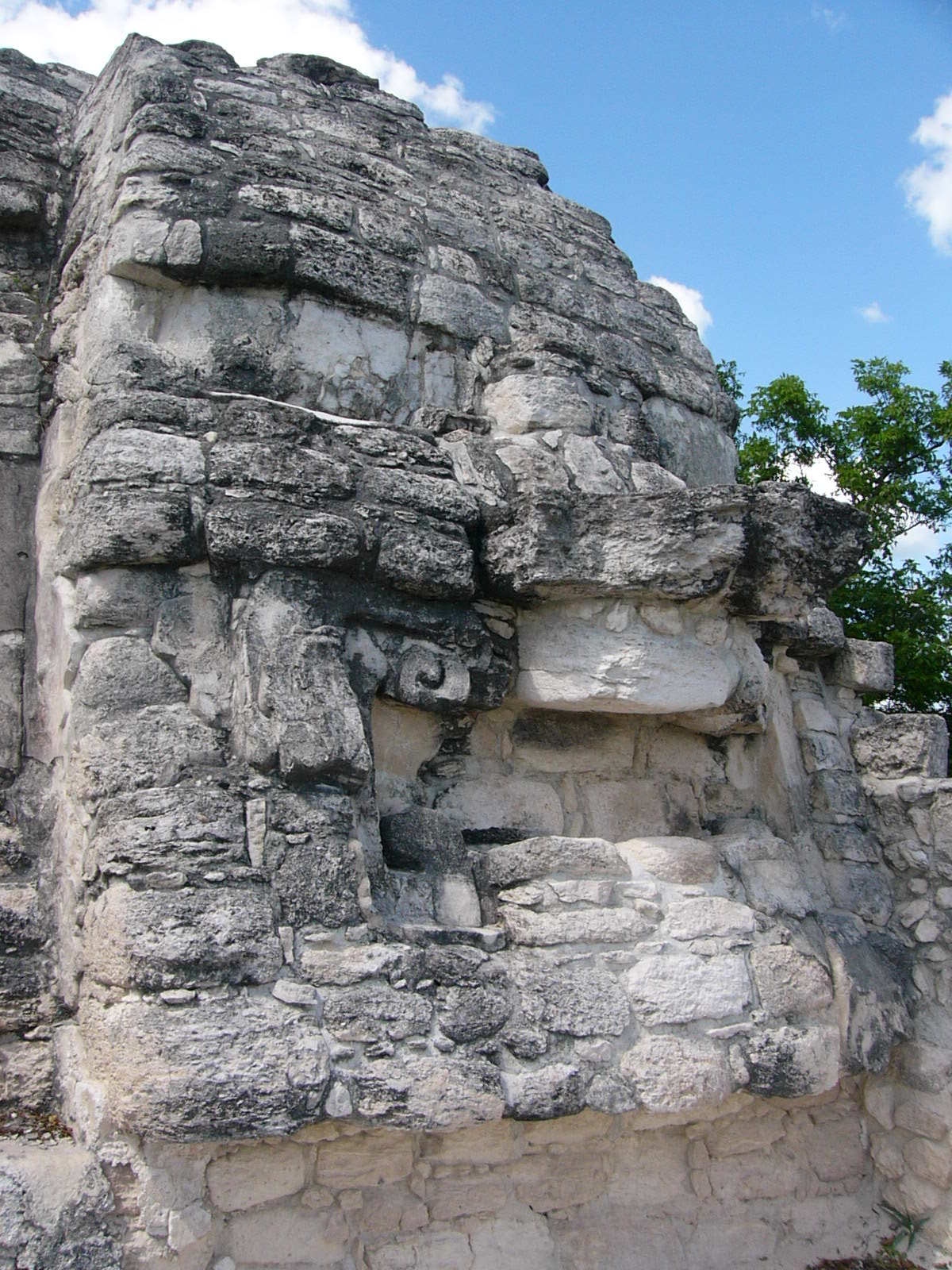
Маянський бог (Іцамна)
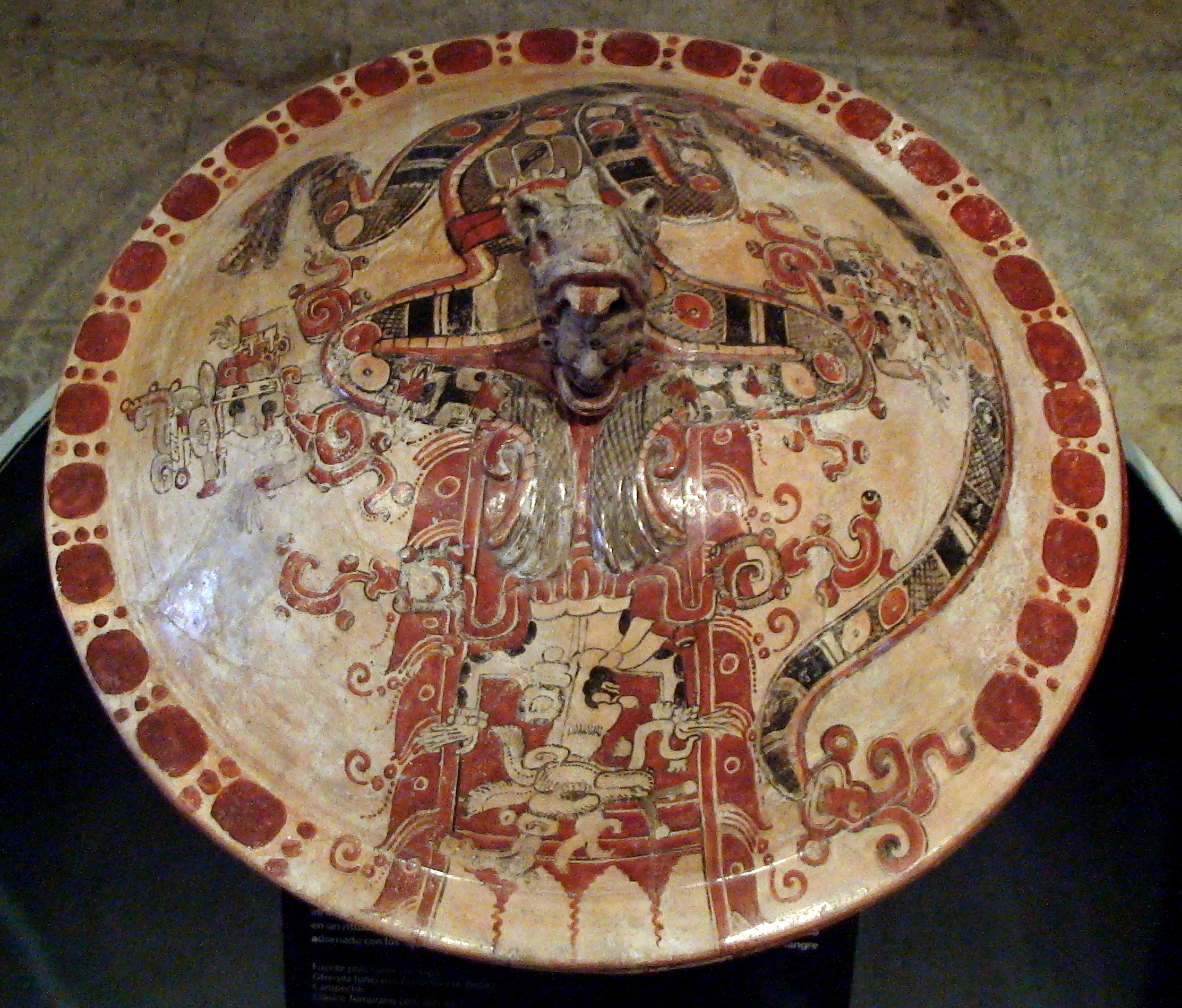
Кераміка
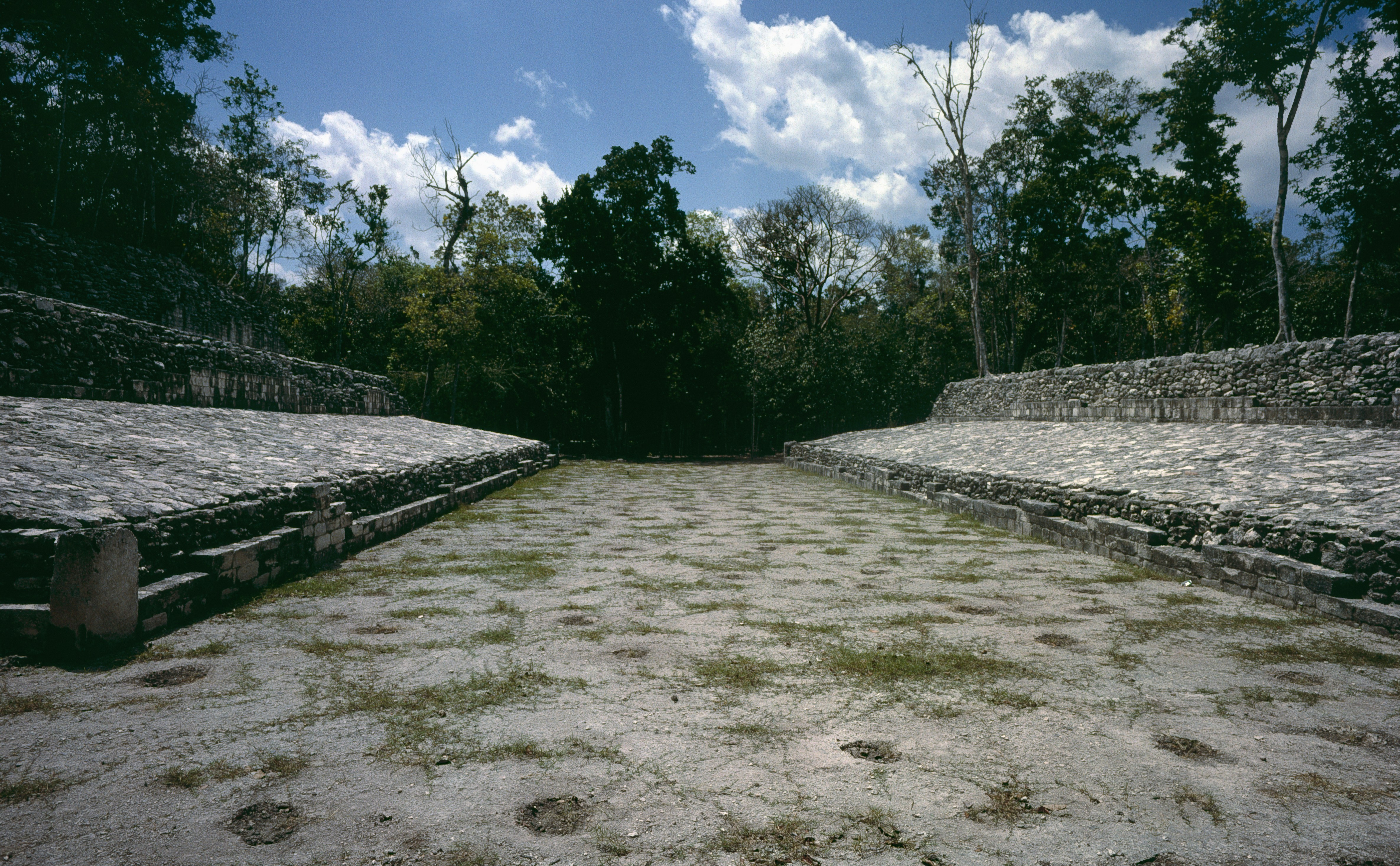
Майданчик для гри в м'яч
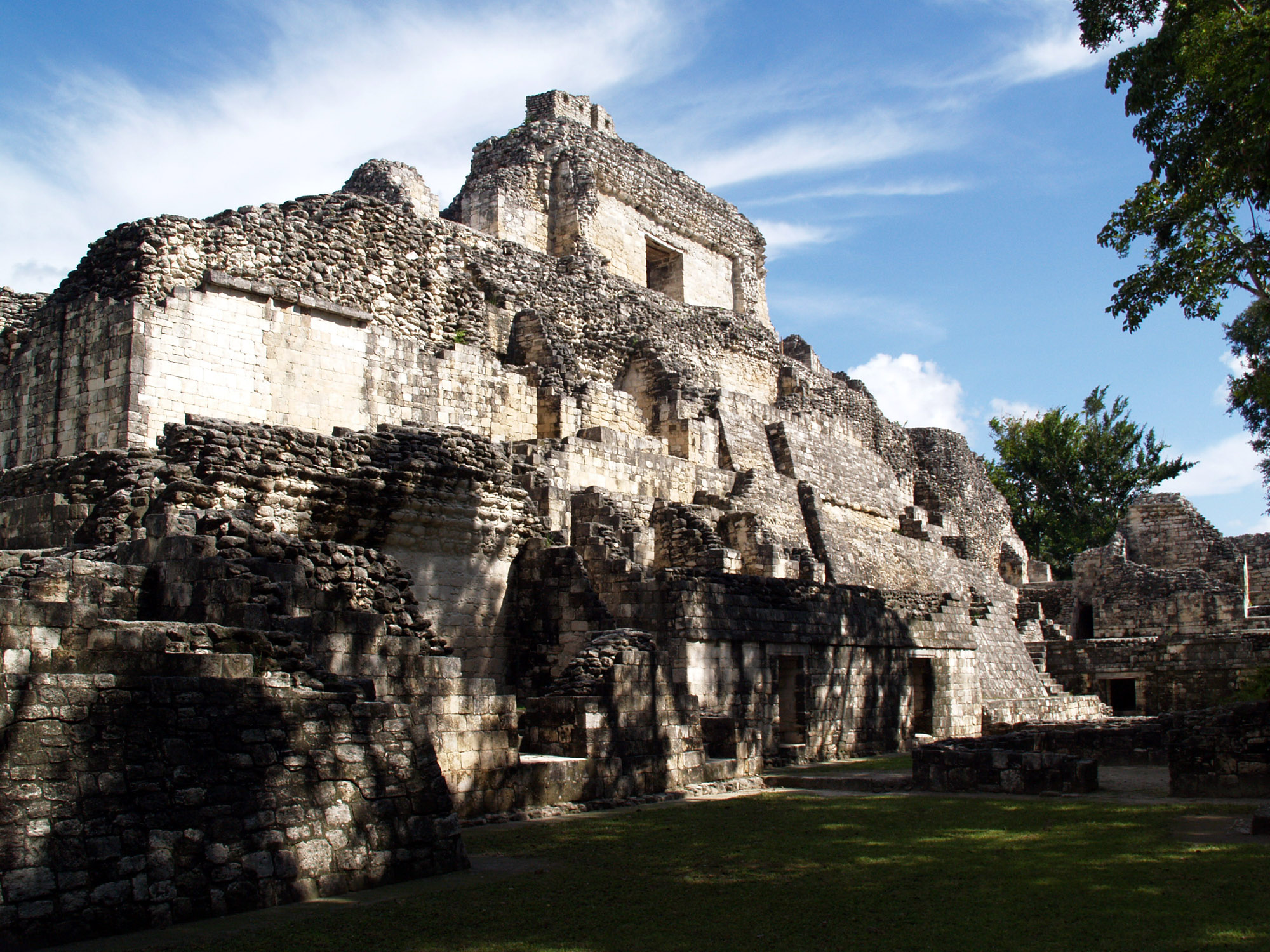
Споруда IV
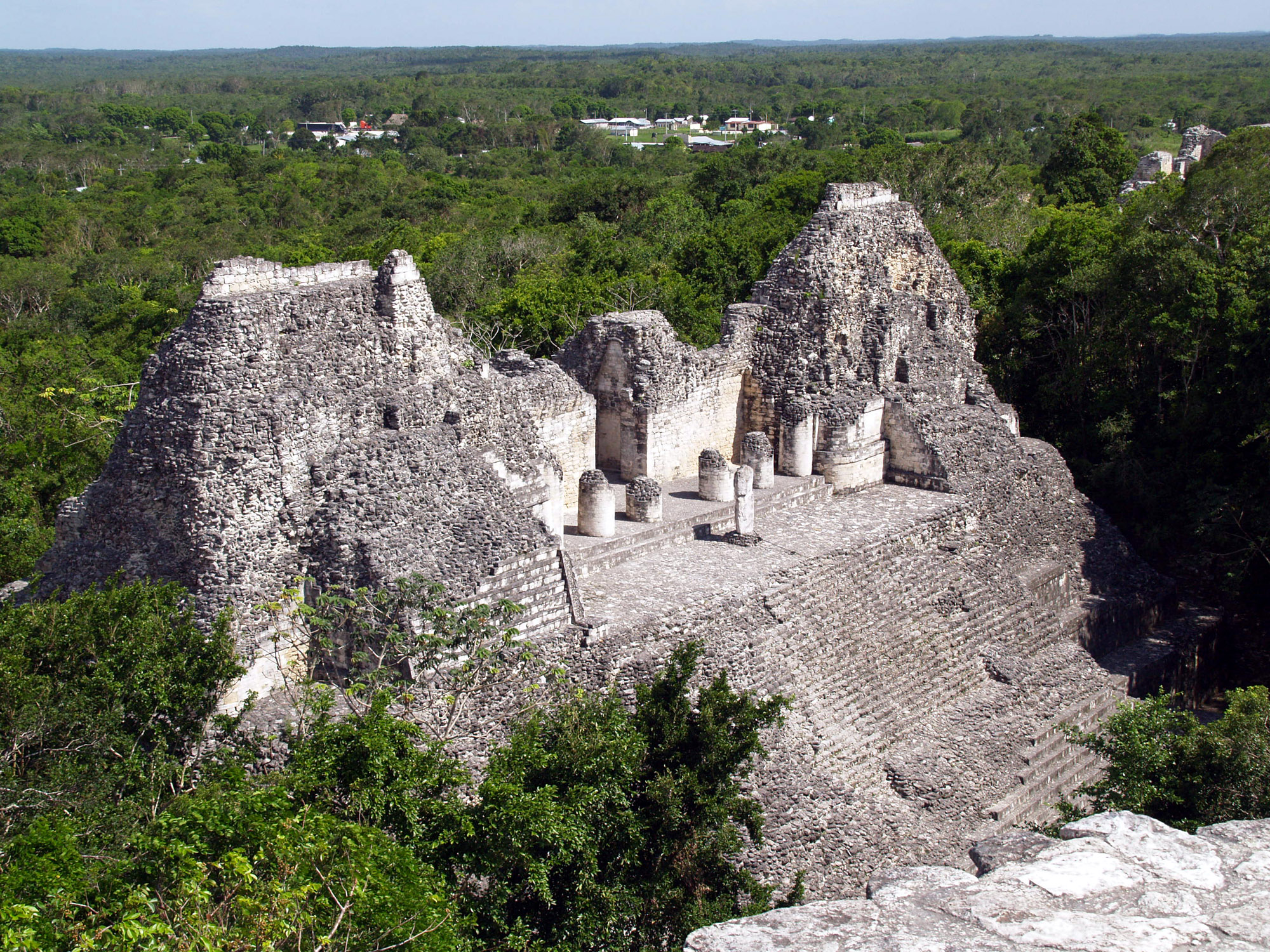
Споруда VIII